# 조지 콜린스
조지 콜린스(Georgie Collins, 1925년 6월 12일 ~ 2017년 5월 3일)는 캐나다의 배우이다.
캘거리에서 태어났다.

## 영화
- 인 콜드 블러드 (1996년)
- 하우 더 웨스트 워즈 펀 (1994년)
- 레드 (1986년)
- 디즈니랜드 (1954년) - 미시즈 길맨 역